# ترنس دیکن
ترنس دیکن (انگلیسی: Terrence Deacon؛ زادهٔ ۱۹۵۰ (۷۴–۷۵ سال)) دانشمند در زمینه عصب‌انسان‌شناسی اهل ایالات متحده آمریکا است.